# Akira Kawaguchi
Akira Kawaguchi (川口 晃 Kawaguchi Akira?), född 24 januari 1967 i Chiba prefektur, är en japansk tidigare fotbollsspelare.
Kawaguchi började sin karriär i Efini Sapporo. 1993 flyttade han till Sanfrecce Hiroshima. Efter Sanfrecce Hiroshima spelade han för Nagoya Grampus Eight och Fukushima FC. Med Nagoya Grampus Eight vann han japanska cupen 1995. Han avslutade karriären 1997.